# 假資訊來源
假資訊來源（false attribution），是一種非形式謬誤，使用不相干、不良、不明、有偏誤或偽造的資訊來源支持論點；而在引用文章時，若未指出其確切的研究名稱、論文、或作者，則屬不明的資訊來源，是難以查證的，也是可疑的。一些欺騙性的辯護者可能會蓄意偽造資訊來源，以為自己的斷言做辯護，像例如在2009年時，有人創造了「Levitt中心」（Levitt Institute）這個假的機構，其唯一的目的就是要愚弄澳洲媒體，讓他們報導說雪梨是澳洲最天真的城市。
另外在英語中，「False attribution」也可以指錯誤地說明資訊來源的狀況，不論有意無意皆然。
語境去除是假資訊來源的一種。另外，假資訊來源經常使用營造出的權威作為論證基礎，若是如此，也犯下了訴諸權威謬誤。

## 錯誤標示資訊來源
一個常見的被錯誤標示資訊來源的例子是馬太效應。一些人可能會將引文的來源給歸結於比真正的提出者還知名的人，而有時真正的提出者可能會因此被遺忘。
如果論述者的目的是要說服他人，而將某段話給歸結於知名人士會讓這話看起來更有說服力的話，那論述者可能就會犯下此種謬誤。像例如聲稱「愛因斯坦說過：『愛是宇宙最偉大的力量』，可見我們都應該學習怎麼愛人」或「英國研究發現xxx」的說法，就有可能犯下這類的謬誤。
在猶太聖經研究中，一類被錯誤標示資訊來源的著作，又被稱為偽典；中國古代的很多著作也有託名而作的狀況，像例如一些人認為，北宋時期被認為是蘇洵寫的《辨姦論》一文，可能是邵伯溫偽託蘇洵之名而寫的，像清朝李紱《書辨姦論後》一文就持偽託之說。
另外在日本動漫中，一個被稱為民明書房的虛構出版社，常成為惡搞或搞笑的時候刻意使用的假資訊來源，而民明書房最早見於日本漫畫家宮下亞喜羅創作的搞笑漫畫《魁！！男塾》當中。

## 示例
例1

我看過一篇研究論文，證明雪人存在，但是我忘了名字和作者。

沒有指出是哪篇論文，就是犯了假資訊來源的謬誤。
例2

有科學研究發現，人天生大膽。

沒有指出是哪個科學研究的結果，就是犯了假資訊來源的謬誤。
例3

愛因斯坦說過：「愛是宇宙最偉大的力量」，可見我們都應該學習怎麼愛人。

愛因斯坦沒講過這句話，這是犯了假資訊來源的謬誤。
例4

因紐特人（愛斯基摩人）的主食為魚類，而他們心血管疾病比例較低，這事實是「吃素有益健康的講法」的說法的反證。

然而也有研究指出，如果因紐特人心血管疾病比例較低，那真正的原因可能不是因為以魚類為主食；甚至一些近期的研究指出，因紐特人的心血管疾病比例至少跟阿拉斯加其他族群的人一樣高，而較早期因紐特人心血管疾病比例低的結論，是奠基於脆弱且可能有誤的資料之上的。因此繼續使用「因紐特人的主食為魚類，而他們心血管疾病比例較低，因此吃魚可能有益健康」的說法，並藉此反對「吃素有益健康」的說法，可能會犯下假資訊來源的謬誤。